# Tricentrus gracilis
Tricentrus gracilis är en insektsart som beskrevs av Kato 1930. Tricentrus gracilis ingår i släktet Tricentrus och familjen hornstritar. Inga underarter finns listade i Catalogue of Life.